# Felix Hoffmann (Fotograf)

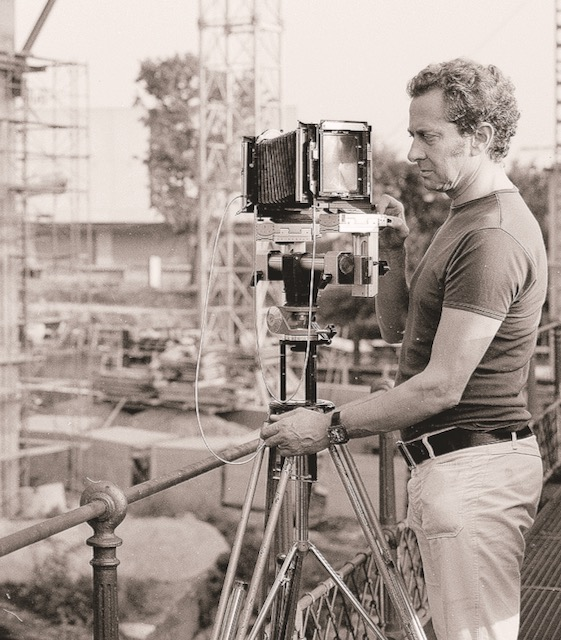
Felix Hoffmann 1977 mit seiner Sinar Fachkamera

Felix Hoffmann (* 14. Juli 1929 in Basel; † 7. Oktober 2016 ebenda) war ein Schweizer Fotograf und Geschäftsinhaber.

## Leben und Werk
Felix Hoffmann war der jüngste Sohn des Fotografen und Fotogeschäftsinhabers Carl Hoffmann (1883–1969) und der aus Aesch stammenden Stephanie (Fanny), geborene Meyer. Als sein Bruder, der Fotograf Hans-Peter Hoffmann (1926–1946), unerwartet an einem Nierenleiden starb, musste er die Lehre als kaufmännischer Angestellter abbrechen und eine Fotografenlehre absolvieren.
Nachdem er diese 1949 erfolgreich beendet hatte, übernahm er 1950 das an der Clarastrasse 36 gelegene väterliche Geschäft. Hoffmann lernte in dieser Zeit seine spätere Ehefrau Verena, geborene Kloetzer (* 1931), kennen. Sie war kurzzeitig als Lehrtochter im Geschäft tätig und setzte ihre Ausbildung in Vevey an der von Gertrude Fehr gegründeten «École des Arts et Métiers» fort. Dort wurde sie von Hermann Oskar König unterrichtet. König heiratete später die ebenfalls verwitwete Mutter von Verena Kloetzer.
1954 heiratete Hoffmann Verena Kloetzer. Zusammen hatten sie drei Kinder. 1955 wurde er als inzwischen diplomierter Fotograf Geschäftsführer und übernahm 1960 die Einzelfirma «Photo Kino Hoffmann». Später erwarb er auch den Titel des eidgenössischen diplomierten Kaufmannes.
1966 gründete er zusammen mit seinem Vater und dem Fotografen Willy Bernet (1931–1989) die «Hoffmann Photo Kino AG». Zudem gründete er 1968 zusammen mit sechs anderen Basler Fotografen die «Arbeitsgemeinschaft der Fotografen Basel» (AGEFOBA).
1994 löste Hoffmann das damals älteste Fotofachgeschäft der Schweiz auf und übergab die Nachfolge an Roland Schweizer, der es unter dem neuen Namen «Photo Basilisk AG» führte. Hoffmann war bis 2002 als selbstständiger Fotograf tätig und verstarb im Alter von 87 Jahren in Basel. Er wurde am 14. Oktober 2016 auf dem Friedhof am Hörnli im Familiengrab beigesetzt.

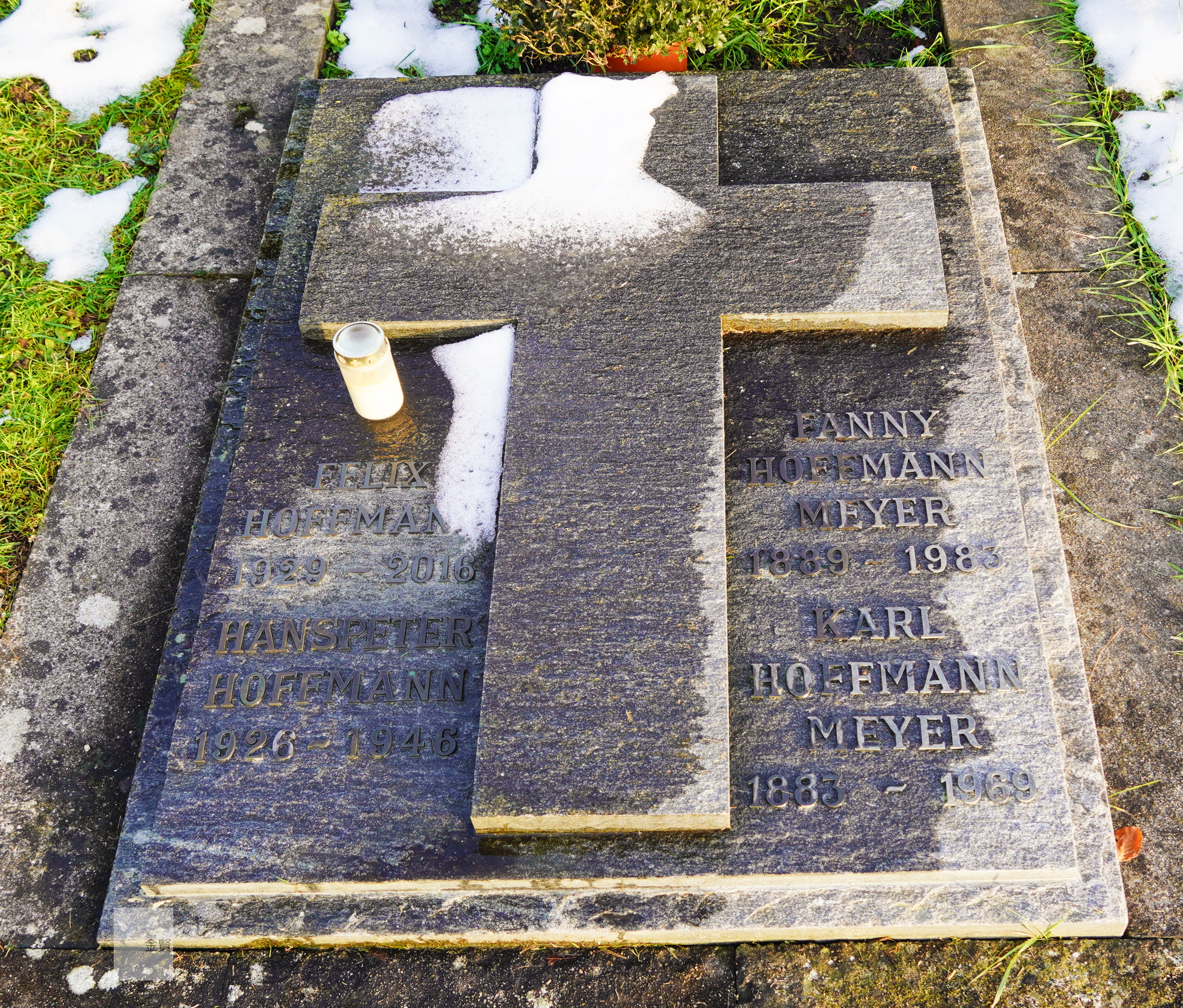
Familiengrab Hoffmann-Meyer auf dem Hörnli

## Publikationen
- Winterzauber in und um Basel. Buchverlag Basler Zeitung, Basel 2000. ISBN 3-85815-355-9.